# Leigh Van Valen
Leigh Van Valen (1935 - 16 de outubro de 2010) foi um biólogo evolutivo dos Estados Unidos da América.
Van Valen foi o primeiro a considerar a hipótese da rainha vermelha em 1973 como solução para a lei de extinção que ele mesmo propôs. Dita lei calculava a probabilidade constante de extinção em famílias de organismos próximos. Van Valen reuniu os dados das obras existentes sobre a duração dos milhares de géneros do registo fóssil. Também definiu o conceito de "espécie ecológica" em 1976, em contraste com o conceito de "espécie biológica" de Ernst Mayr.
Em 1991, sugeriu que as células HeLa fossem definidas como uma nova espécie: Helacyton gartleri. Foi professor no Departamento de Ecologia e Evolução na Universidade de Chicago.

## Obras
- Leigh Van Valen (1973). «A new evolutionary law». Evolutionary Theory 1. p. 1-30.
- Leigh Van Valen (1976). «Ecological species, multispecies, and oaks». Taxon 25. p. 233-239.
- Leigh Van Valen; Virginia C. Maiorana (1991). «HeLa, a new microbial species». Evolutionary Theory 10. p. 71-74.